# Liste des kommandos de Neuengamme
Cet article présente une liste des kommandos rattachés au camp de concentration nazi de Neuengamme, situé à proximité de la ville allemande de Hambourg.

## Contexte
À partir de 1942, le cours de la guerre oblige l’Allemagne nazie à enrôler de nouvelles classes de conscrits qui laissent un vide dans les chaînes de production. Pour compenser ces pertes, les autorités mobilisent d’abord la population féminine, puis des travailleurs forcés étrangers, et finalement la population concentrationnaire. Moyennant finances, la SS organise la mise à disposition des déporté(e)s, soit en installant des entreprises à l'intérieur des camps de concentration, soit en détachant des unités de travail forcé dans des ateliers ou sur des chantiers kommandos extérieurs). La gestion de la main-d'œuvre concentrationnaire donne lieu à d'incessants transferts de détenu(e)s qui empêchent parfois de reconstituer un état des lieux précis des effectifs et des pertes.

## Camp de Neuengamme
À l’automne 1938, l’entreprise SS Deutsche Erd- und Steinwerke GmbH (terrassement et carrières) fait l’acquisition d’une briqueterie désaffectée et de terrains situés en périphérie de Hambourg, près du bourg de Neuengamme.
En avril 1940, la ville de Hambourg et la SS s'accordent sur la construction d'une briqueterie moderne. La ville accorde un prêt d’un million de reichsmarks pour la construction de la briqueterie. Elle s’engage à installer une liaison ferroviaire, à assurer la navigabilité du bras de l’Elbe Dove-Elbe et à aménager un canal de desserte ainsi qu’un bassin portuaire. La SS s’engage, pour sa part, à « fournir gratuitement la main-d’œuvre concentrationnaire et les équipes de garde nécessaires à la réalisation de ces travaux ».
Le 12 décembre 1938, elle y installe un kommando de cent déportés venus du camp de concentration de Sachsenhausen. Les gardes, quant à eux, viennent du camp de concentration de Buchenwald. Les conditions de détention sont alors tolérables.
Après le déclenchement de la guerre, décision est prise de faire de Neuengamme un grand camp de concentration. En juin 1940, Neuengamme quitte l'orbite de Sachsenhausen et devient un camp de concentration indépendant, dont les infrastructures sont construites par les déportés. Fin 1940, la population du camp est passée à 2 900 déportés, qui travaillent, dans des unités de travail forcé (près de 90 kommandos) à son agrandissement, à l’élargissement du bras de rivière Dove-Elbe, au creusement du canal de desserte et du bassin portuaire, à la construction de la briqueterie et à l’extraction de l'argile dans les glaisières.
Plus tard, la production d'armement deviendra une priorité du camp de Neuengamme (armes légères, détonateurs pour bombes et pour grenades), justifiant la construction de nouvelles unités de productions en partenariat avec des entreprises spécialisées, et la mise en place de nouveaux kommandos.
Vers la fin 1943, les bombardements stratégiques alliés obligent les autorités allemandes à mettre en œuvre un vaste plan de transfert des activités stratégiques et de l'industrie d'armement. Ces industries sont relocalisées dans des sites camouflés (mines, bunkers, tunnels) dont l'aménagement mobilise des milliers de déportés dans des conditions de vie et de travail inhumaines,.

## Kommandos de travail (unités de travail forcé) du camp principal de Neuengamme
- Kommando Dove-Elbe (canal de l'Elbe)
- Kommando Junghans-Werke
- Kommando Klinkerwerk (briqueterie et carrières d'argile)
- Kommando Lagergärtnerei (jardin horticole)
- Kommando Walther-Werke (ateliers d'armement)

## Kommandos extérieurs

### À Hambourg
- Camp de Hamburg-Bullenhuser Damm (Rothenburgsort)
- Camp de Hamburg-Veddel
- Camp de Hamburg-Eidelstedt
- Camp de Hamburg-Finkenwerder (chantier naval Deutsche Werft)
- Camp de Hamburg-Fuhlsbüttel
- Camp de Hamburg-Hammerbrook (Spaldingstraße)
- Camp de Hamburg-Finkenwerder
- Camp de Hamburg-Hammerbrook (kommando de localisation de bombes)
- Camp de Hamburg-Langenhorn
- Camp de Hamburg-Neugraben
- Camp de Hamburg-Sasel
- Camp de Hamburg-Steinwerder (Blohm & Voss)
- Camp de Hamburg-Steinwerder (Docks Stülcken)
- Camp de Hamburg-Tiefstack
- Camp de Hamburg-Wandsbek

### À Hanovre
- Camp d'Ahlem-Hannover
- Camp de Langenhagen-Hannover
- Camp de Limmer-Hannover
- Camp de Misburg-Hannover
- Camp de Mülhenberg-Hannover (Hanomag-Linden)
- Camp de Stöcken-Hannover (fabrique d'accumulateurs)
- Camp de Stöcken-Hannover (Continental)

### À Brême
- Camp de Bremen-Blummenthal (Bahrsplate)
- Camp de Bremen-Borgward-Werke
- Camp de Bremen-Farge (Bunker Valentin)
- Camp de Bremen-Neuenland
- Camp de Bremen-Osterort-Reisport
- Camp de Bremen-Obernheide
- Camp de Bremen-Schutzenhof
- Camp de Bremen-Uphusen

### SS-Baubrigaden et SS-Eisenbahnbaubrigaden
Une Baubrigade est une unité de travail forcé mobile, mais rattachée à un camp principal (il y en a cinq et Neuengamme est le camp de référence de la II SS-Baubrigade), composée d'un millier de détenus et affectée, à partir de 1942, au déblaiement des décombres laissés par les bombardements alliés, au déminage des bombes inexplosées et à la recherche de cadavres. Une Eisenbahnbaubrigade est affectée aux mêmes tâches, mais appliquées au réseau des chemins de fer et à la réparation des voies. Chaque unité (il y en a treize et Neuengamme est le camp de référence de la XI SS-Eisenbahnbaubrigade) compte 500 détenus.
- Camp de Hamburg-Hammerbrook (II. SS-Baubrigade)
- Camp de Bremen-Hindenburgkaserne (II. SS-Baubrigade)
- Camp de Lüneburg-Kaland (II SS Baubrigade)
- Camp d'Osnabruck (II SS-Baubrigade)
- Camp de Wilhelmshaven (II SS Baubrigade)
- Camp de Bad Sassendorf (11 SS-Eisenbahnbaubrigade)

### Autres kommandos
- Camp d'Alt Garge
- Camp d'Aurich-Engerhafe
- Aurigny (Royaume-Uni) : constructions de fortifications, deux camps de concentration : Sylt et Norderney.
- Camp de Boizenburg
- Camp de Brunswick-Busing
- Camp de Brunswick (école de cavalerie SS)
- Kommando de Brunswick-magasins de l'armée (Truppenwirtschaftslager)
- Camp de Brunswick-Vechelde
- Camp de Darss-Wieck
- Camp de Darss-Zingst
- Camp de Düssing (Mecklembourg)
- Camp de Fallersleben (Arbeitsdorf)
- Camp de Fallersleben-Laagberg, camp des femmes et camp des hommes
- Camp de Flensburg
- Camp de Garlitz (Mecklenbourg)
- Camp de Goslar
- Camp de Helmstedt-Beendorf
- Camp de Hildesheim
- Camp de Horneburg
- Camp de Husum-Scwesing, tranchées anti-chars
- Camp de Kaltenkirchen
- Camp de Kiel
- Camp de Ladelund
- Camp de Lengerich
- Camp de Lübberstedt-Bilohe
- Camp de Lütjenburg-Hohwacht
- Camp de Meppen-Dalum, pays de l'Ems
- Camp de Meppen-Versen, pays de l'Ems
- Camp de Neustadt in Holstein (Baie de Lübeck)
- Camp de Padborg (bus blancs)
- Camp de Porta Westfalica-Barkhausen
- Camp de Porta Westfalica-Hausberge
- Camp de Porta Westfalica-Lerbeck
- Camp de Salzgitter-Bad
- Camp de Salzgitter-Drütte, usine Hermann Göring
- Camp de Salzgitter-Gebhardshagen
- Camp de Salzgitter-Watenstedt-Leinde, camp des femmes et camp des hommes
- Camp de Salzwedel
- Camp de Schandelah
- Camp de Verden an der Aller
- Kommando de Warberg
- Camp de Wedel, camp des femmes et camp des hommes
- Camp de Wilhemsburg-Hamburg
- Camp de Wilhelmshaven (Alter Banter Weg)
- Camp de Wittenberge : production de cellulose dans l'usine Phrix.
- Wöbbelin

### Massacres liés aux kommandos de Neuengamme
- Massacre de Celle, 8-10 avril 1945
- Massacre de Gardelegen, 13 avril 1945
- Massacre de Bullenhuser Damm, 20 avril 1945